# Cabera melania
Cabera melania är en fjärilsart som beskrevs av Charles Oberthür 1896. Cabera melania ingår i släktet Cabera och familjen mätare. Inga underarter finns listade i Catalogue of Life.